# アダム・シルバー
アダム・シルバー（Adam Silver, 1962年4月25日 - ）は、アメリカ合衆国の法律家であり、北米のプロバスケットボールリーグNBAの第5代コミッショナー。2012年10月25日、デビッド・スターンが2014年に退任することを発表した際に、次のNBAコミッショナーとして推薦され、2014年2月1日、スターンの後任として同職に就任した。

## 経歴
シルバーはユダヤ系で 、ニューヨークの北部、ウエストチェスター郡ライのユダヤ人家庭に生まれた。父親はニューヨークの、プロスカウアー・ローズ国際法律事務所の法律パートナーであった。シルバーは幼少からニューヨーク・ニックスのファンだった。
ライ・ハイスクールを卒業後、デューク大学に進学し、そこでは社交団体である「ファイ・デルタ・シータ会」のメンバーであった。1984年に卒業し、1985年まで、 連邦議会議員レス・オーコインの立法補佐官を務めた 。1988年にシカゴ大学で法学士を取得した。
NBAに加わる前に、シルバーはクラバス・スウェイン＆ムーア法律事務所に訴訟担当として勤務した。また連邦裁判所裁判官のキンバ・ウッドの法務書記も務めていた。

## NBAとのかかわり
1992年よりNBAに勤務し、現職に就く前は、コミッショナーのスペシャル・アシスタントの地位にあった。NBAスタッフ長であり、NBAエンターテインメントの社長であった。
シルバーは、マイケル・ジョーダンを追ったTNTドキュメンタリーで知られるIMAXムービーの上級プロデューサーも務めていた。 
2003年に、シルバーはTIME誌 と CNNの国際ビジネスに影響を及ぼした経営者リストに選ばれている。また、スポーツ業界で力のある人物100人などにも度々選ばれている。

## NBAコミッショナー
2012年10月25日、スターンが2014年に退任することを発表した際に、次のNBAコミッショナーに推薦され、2013-14シーズン中の2014年2月1日に就任することが発表された。
2014年4月29日、シルバーは人種差別発言で問題となったロサンゼルス・クリッパーズのオーナー、ドナルド・スターリングの永久追放と250万ドルの制裁金を課すことを発表した。

## 脚註
1. ↑  “Stern anoints Silver as successor”.   Ken-berger.blogs.cbssports.com. 2014年4月30日閲覧。
2. ↑  “David Stern has date for retirement”. ESPN.com.   ESPN (2012年10月25日). 2012年10月25日閲覧。
3. ↑  “Press release announcing Silver's appointment as Deputy Commissioner”.   Nba.com (2006年4月19日). 2014年4月30日閲覧。
4. ↑  “Jewish groups slam racist rant attributed to Donald Sterling”.   Jewish Journal. 2014年4月30日閲覧。
5. ↑  4:19. “Adam Silver, the NBA's next commissioner. – ESPN”.   Espn.go.com. 2013年5月1日閲覧。
6. ↑  https://www.facebook.com/PhiDeltaTheta/posts/10152376029241726
7. ↑  Lofton, John Lombardo; Terry Lefton (2013年10月21日). “Silver mettle”. SportsBusiness Daily 2014年4月29日閲覧。
8. ↑  “Duke alum Adam Silver named next NBA commissioner | The Chronicle”.   M.dukechronicle.com (2012年10月26日). 2013年5月1日閲覧。
9. ↑  Soshnick, Scott. “Silver Taking Over NBA With Stern Completing Turnaround”.   Businessweek. 2013年5月1日閲覧。
10. ↑  “Profile from”.   NBA.com. 2014年4月30日閲覧。
11. ↑  “After Sterling Ban, Clippers Coach Says Healing Process Begins – ABC News”.   Abcnews.go.com. 2014年4月30日閲覧。